# Den hollandske Dronnings Besøg
Den hollandske Dronnings Besøg er en stumfilm fra 1922 af ukendt instruktør.

## Handling
Den hollandske dronning Wilhelmina, modtages af kong Christian X, og den danske kongefamilie, på Hovedbanegården i København. Der køres i hestevogne gennem København. Dronningen besøger Amager. Gammel hollændergård besøges. Optog i Dragør. Tøndeslagning til hest. De kongelige hilser på Amagerfolket.